# 雜散振盪
雜散振盪（Parasitic oscillation）是在電子設備或是數位設備中不希望出現的振盪（輸出電壓或是電流的周期變化）。一般是因為放大設備加上回授所造成，常見於RF、音響功率放大器及其他放大器電路以及数字信号处理。雜散振盪是控制理論中的幾個基礎議題之一。
雜散振盪因為會有以下的問題，一般不希望出現。振盪可能會耦合到其他電路，或是會發射无线电波、造成對其他設備的電磁干擾（EMI）。在音響系統中，雜散振盪會造成耳機或是喇叭出現惱人的噪音。雜散振盪也會消耗能量，造成不必要的發熱。例如有雜散振盪的音響功率放大器會產生更大的能量給喇叭，可能會造起損害。振盪的電路可能不再工作在其線性區，因此其中的信號會出現畸變。在數位電路中，雜散振盪只會出現在特定的邏輯轉態中，會造成後續模組的錯誤動作，例如計數器會看到錯誤的脈波，計數值也會錯誤。

## 成因
放大器級的電路若其輸出能量和輸入耦合，在特定頻率的相位及增益可以產生正回授，就會產生雜散振盪。若輸入和輸出的電路間有雜散電容或是交互電感就會產生雜散振盪。在一些固態元件或是真空管元件中，本身的內部電容就比較大，很容易產生回授路徑。因為輸入和輸出有共同的接地，輸出電流流過接地阻抗時，其信號也會和輸入耦合。
電源的阻抗也可能讓輸入和輸出耦合，進而產生振盪。 
若許多級的放大都使用共同的電源，電源電壓會隨輸出級的電流而改變。而電源電壓的變化會出現在輸入級上，進而形成正回授。例如晶体管收音机在電池電力足夠時運作良好，但若使用較老的電池，就會出現低頻汽船聲（Motorboating）的噪音。
在音響系統中，若麥克風距喇叭很近，也會因為正回授而出現雜散振盪。原因是麥克風接收到喇叭的輸出，轉換成電子信號後，送到放大器的輸入端，可參考聲頻反饋。

## 條件
回授控制理論的發展就是要處理伺服控制系統中的雜散振盪，也就是系統在非預期的情形下出現振盪。巴克豪森穩定性準則提供了振盪的必要條件：回授環的环路增益（放大器的增益乘以回授路徑的傳遞函數）等於1，回授環的相位移等於零或是360°的整數倍（2π 弧度）。 
實務上，回授會出現在不同的頻率，每個頻率下，放大器的相位不同。假如有一個頻率下有正回授，且滿足上述的增益及相位條件，系統就會在該頻率振盪。
此條件可以用奈奎斯特图的數學方式表示，控制理論中用的另一個方法用波德圖，也就是是增益和相位相對頻率的圖。設計工程師可以配合波德圖確認是否有頻率滿足振盪條件，相位為零（正回授）及增益等於1或大於1。
若是出現雜散振盪，設計者可以利用控制回路的許多工具來修改此問題，例如調整有問題頻率下的增益或是相位。

## 抑制及減緩的方式
針對雜散振盪的抑制，有一些常見的作法。例如讓放大器電路的輸入電不要和輸出電路相鄰，可以避免電容耦合或是電感耦合。在電路較敏感的部份外圍可以加上金屬屏蔽層，在電源端可加上去耦电容，讓交流信號有低阻抗的路徑，避免電源和設備之間出現多級電路之間的耦合。若是使用印刷電路板，強電及弱電的電路需要分離，而且需要規劃各電路的接地方式，讓共同的接地路徑上不會出現大電流。有時雜散振盪需要透過加入neutralization的網路回授才能實現，而且需要經過計算及調整，以消除放大元件在導通頻段的負回授。